# 結婚行進曲
結婚行進曲（けっこんこうしんきょく）は、結婚式で演奏される行進曲。多くの場合、新郎新婦の入場または退場の時に流れる。あるいは、祝典行進曲の一種として、結婚式を祝賀して作曲された行進曲である。

## 有名な曲
メンデルスゾーン：結婚行進曲
劇付随音楽『夏の夜の夢』の中の一曲。次に示す楽譜は、その冒頭部である。
ワーグナー：婚礼の合唱
オペラ『ローエングリン』から。榎本健一が謡曲『高砂』の詞をこの曲に乗せて歌ったものもよく知られている。次に示すのは、その冒頭部の楽譜である。
これら2曲は、1858年のプロイセン王子フリードリヒ（のちのドイツ皇帝フリードリヒ3世）とイギリス王女ヴィクトリアの結婚式で初めて「結婚行進曲」として演奏されたものである。
この2人の作曲家は共にドイツのプロテスタントであり、カトリックではオペラ・演劇など、世俗行事のために作られた行進曲を結婚式に用いることを戒める教えも存在する（バチカン「典礼音楽の指針」）。しかし少なくとも日本では、熱心なカトリック教徒同士の結婚式でもない限り、そこまで厳密な指定を結婚式場に要求する新郎新婦は少ない。
また近年の日本の結婚式ではクラシカル・クロスオーバー系の楽曲の演奏が多く、メンデルスゾーン、ワーグナー共に結婚式での演奏機会は減っている。